# Stenoxyphula
Stenoxyphula är ett släkte av insekter. Stenoxyphula ingår i familjen Pyrgomorphidae.
Kladogram enligt Catalogue of Life:
| Stenoxyphula | \| \| Stenoxyphula excisa \| \| \| \| \| \| Stenoxyphula microphallica \| \| \| \| |
|              | \| \| Stenoxyphula excisa \| \| \| \| \| \| Stenoxyphula microphallica \| \| \| \| |
|              | Stenoxyphula excisa                                                                |
|              |                                                                                    |
|              | Stenoxyphula microphallica                                                         |
|              |                                                                                    |